# AFCチャンピオンシップゲーム

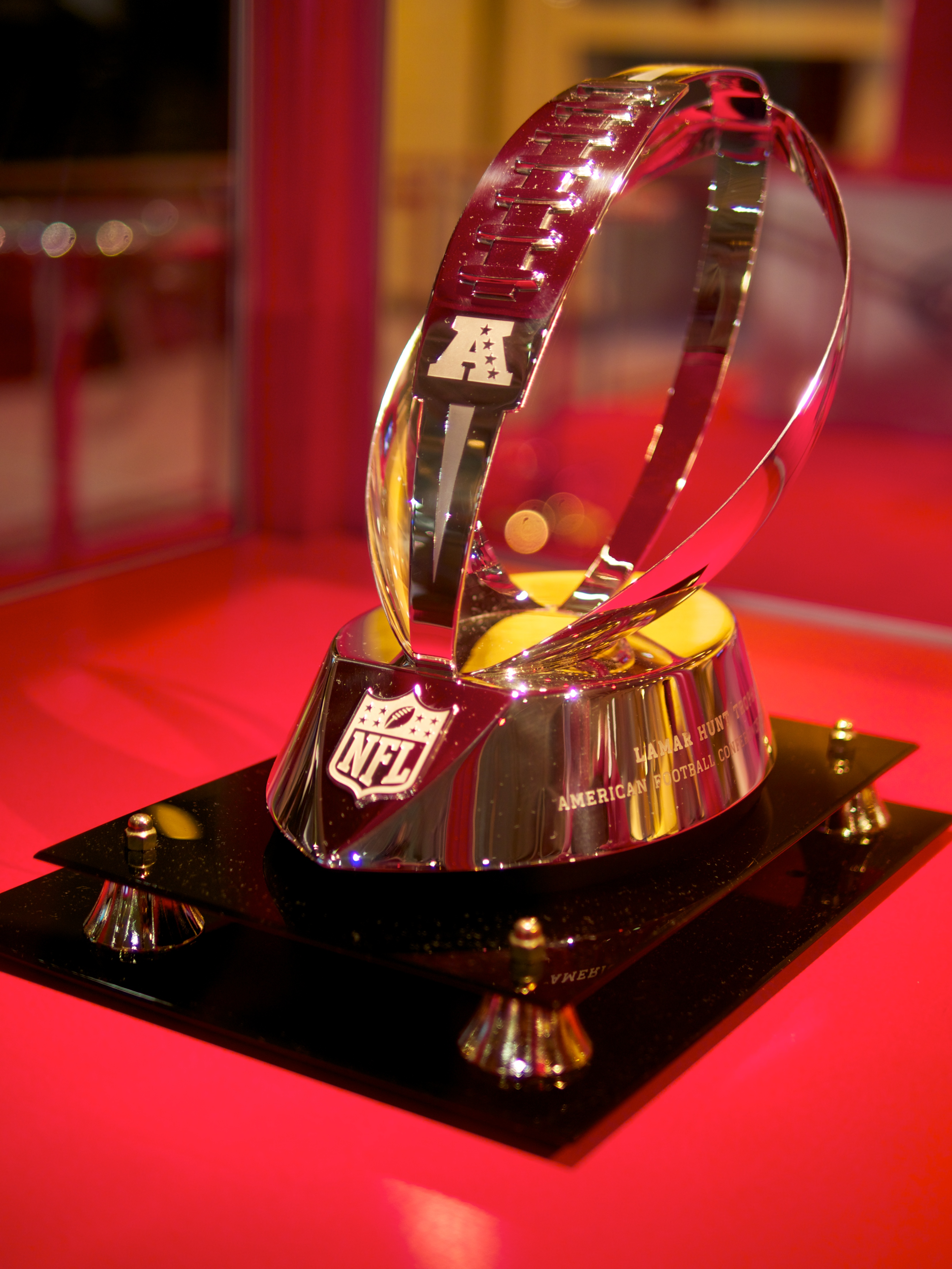
ラマー・ハント・トロフィー

AFCチャンピオンシップゲーム(AFC Championship Game)は、NFLの2つのカンファレンスの1つであるアメリカン・フットボール・カンファレンス（AFC）の優勝決定戦である。例年1月の日曜日に開催されており、優勝チームには1984年からラマー・ハント・トロフィーが贈られる。優勝チームはスーパーボウルの出場権を得て、ナショナル・フットボール・カンファレンス（NFC）の優勝チームと激突する。アメリカ国内では極めて注目度の高い試合であり、スーパーボウルに次ぐ年間最高視聴率という座をNFCチャンピオンシップゲームと近年争っている。
AFLとNFLの統合があった1970/1971年シーズンから始まった。AFCにはAFLに所属した10チームとNFLのボルチモア・コルツ, クリーブランド・ブラウンズ, ピッツバーグ・スティーラーズの3チームで構成された。その後AFCにはエクスパンションチームとしてタンパベイ・バッカニアーズ（1シーズンのみAFCに所属）、シアトル・シーホークス（2002年シーズン以降はNFCに所属）、ジャクソンビル・ジャガーズ、ボルチモア・レイブンズ、ヒューストン・テキサンズが所属することとなったが、2024年シーズン終了時点でヒューストン・テキサンズのみ出場経験がない。

## プレーオフの制度
レギュラーシーズンが終了した後、2020年からは地区優勝した4チームとそれに次ぐ成績のワイルドカードで出場する3チーム(2019年までは2チーム)、合計7チームでプレーオフが争われる。1975年シーズンのプレーオフからシード制が導入されており、シード順の高いチームほど低いチームと対戦し、かつ高いほうのチームの本拠地で試合が行われる。シード1位のチームは最初の試合が免除される。

## 記録
- 最多勝利 – 11
  - ニューイングランド・ペイトリオッツ (1985, 1996, 2001, 2003-04, 2007, 2011, 2014, 2016, 2017, 2018)
- 最多敗戦 – 8; ピッツバーグ・スティーラーズ, (1972, 1976, 1984, 1994, 1997, 2001, 2004, 2016)
- 最多出場 – 16; ピッツバーグ・スティーラーズ (1972, 1974-75, 1976, 1978-79, 1984, 1994-95, 1997, 2001, 2004-05, 2008, 2010, 2016)
- 最多連続出場 – 8; ニューイングランド・ペイトリオッツ(2011-18)
- 最多連勝 – 4; バッファロー・ビルズ (1990-93)
- 連敗記録 - 4; ニューヨーク・ジェッツ (1982, 1998, 2009, 2010)
- 最多完封勝利 - 2; マイアミ・ドルフィンズ 2回 (19791, 1982)
- 最多連敗 – 3; オークランド・レイダース (1973-75)
- 最多ホストチーム – 11; ピッツバーグ・スティーラーズ (1972, 1975, 1978-79, 1994-95, 1997, 2001, 2004, 2008, 2010)
- 最多マッチアップ - 3;

ピッツバーグ・スティーラーズ VS オークランド・レイダース (1974-1976),
クリーブランド・ブラウンズ VS デンバー・ブロンコス (1986, 1987, 1989)
ニューイングランド・ペイトリオッツ VS ピッツバーグ・スティーラーズ (2001, 2004, 2016)
ニューイングランド・ペイトリオッツ VS インディアナポリス・コルツ (2003, 2006, 2014)
- 最多観客数 – 91,445; ロサンゼルス・レイダース 対 シアトル・シーホークス 1984年1月8日
- 最多得点 – 51; 1991年1月20日 – バッファロー・ビルズ 対 ロサンゼルス・レイダース
- 最多得失点差勝利 – 48; 1991年1月20日 - バッファロー・ビルズ (51) 対 ロサンゼルス・レイダース (3)
- 最少得点勝利 – 10; 1992年1月12日 - バッファロー・ビルズ 対 デンバー・ブロンコス
- 敗戦チーム最多得点 – 34; 2007年1月21日 - ニューイングランド・ペイトリオッツ 対 インディアナポリス・コルツ
- 最多合計得点 – 73; 1985年1月6日 - マイアミ・ドルフィンズ (45) 対 ピッツバーグ・スティーラーズ (28)
- 最少合計得点 – 14; 1983年1月23日 - マイアミ・ドルフィンズ (14) 対 ニューヨーク・ジェッツ (0)
- 最長時間試合 – 65分38秒; 1987年1月11日 - デンバー・ブロンコス (23) 対 クリーブランド・ブラウンズ (20), オーバータイム
- チャンピオンシップゲーム未出場 – ヒューストン・テキサンズ
- チャンピオンシップゲーム未勝利（現在AFCに所属するチーム） – クリーブランド・ブラウンズ (0-3), ヒューストン・テキサンズ (未出場), ジャクソンビル・ジャガーズ (0-2), ニューヨーク・ジェッツ (0-4)[2].
- 不出場シーズン最長 – 36シーズン; クリーブランド・ブラウンズ 1989年-2024年

## 各年の記録
| シーズン  | 勝利チーム                              | 得点 | 敗北チーム                         | 得点 | 開催地             | スタジアム                                             |
| --------- | --------------------------------------- | ---- | ---------------------------------- | ---- | ------------------ | ------------------------------------------------------ |
| 1970-71   | ボルチモア・コルツ (1)                  | 27   | オークランド・レイダース           | 17   | ボルチモア         | メモリアル・スタジアム                                 |
| 1971-72   | マイアミ・ドルフィンズ (1)              | 21   | ボルチモア・コルツ                 | 0    | マイアミ           | マイアミ・オレンジボウル                               |
| 1972-73   | マイアミ・ドルフィンズ (2)              | 21   | ピッツバーグ・スティーラーズ       | 17   | ピッツバーグ       | スリー・リバース・スタジアム                           |
| 1973-74   | マイアミ・ドルフィンズ (3)              | 27   | オークランド・レイダース           | 10   | マイアミ           | マイアミ・オレンジボウル                               |
| 1974-75   | ピッツバーグ・スティーラーズ (1)        | 24   | オークランド・レイダース           | 13   | オークランド       | オークランド・コロシアム                               |
| 1975-76   | ピッツバーグ・スティーラーズ (2)        | 16   | オークランド・レイダース           | 10   | ピッツバーグ       | スリー・リバース・スタジアム                           |
| 1976-77   | オークランド・レイダース (1)            | 24   | ピッツバーグ・スティーラーズ       | 7    | オークランド       | オークランド・コロシアム                               |
| 1977-78   | デンバー・ブロンコス (1)                | 20   | オークランド・レイダース           | 17   | デンバー           | マイル・ハイ・スタジアム                               |
| 1978-79   | ピッツバーグ・スティーラーズ (3)        | 34   | ヒューストン・オイラーズ           | 5    | ピッツバーグ       | スリー・リバース・スタジアム                           |
| 1979-80   | ピッツバーグ・スティーラーズ (4)        | 27   | ヒューストン・オイラーズ           | 13   | ピッツバーグ       | スリー・リバース・スタジアム                           |
| 1980-81   | オークランド・レイダース (2)            | 34   | サンディエゴ・チャージャーズ       | 27   | サンディエゴ       | サンディエゴ・スタジアム                               |
| 1981-82   | シンシナティ・ベンガルズ (1)            | 27   | サンディエゴ・チャージャーズ       | 7    | シンシナティ       | リバーフロント・スタジアム                             |
| 1982-83   | マイアミ・ドルフィンズ (4)              | 14   | ニューヨーク・ジェッツ             | 0    | マイアミ           | マイアミ・オレンジボウル                               |
| 1983-84   | ロサンゼルス・レイダース (3)            | 30   | シアトル・シーホークス             | 14   | ロサンゼルス       | ロサンゼルス・コロシアム                               |
| 1984-85   | マイアミ・ドルフィンズ (5)              | 45   | ピッツバーグ・スティーラーズ       | 28   | マイアミ           | マイアミ・オレンジボウル                               |
| 1985-86   | ニューイングランド・ペイトリオッツ (1)  | 31   | マイアミ・ドルフィンズ             | 14   | マイアミ           | マイアミ・オレンジボウル                               |
| 1986-87   | デンバー・ブロンコス (2)                | 23   | クリーブランド・ブラウンズ         | 20   | クリーブランド     | クリーブランド・スタジアム                             |
| 1987-88   | デンバー・ブロンコス (3)                | 38   | クリーブランド・ブラウンズ         | 33   | デンバー           | マイル・ハイ・スタジアム                               |
| 1988-89   | シンシナティ・ベンガルズ (2)            | 21   | バッファロー・ビルズ               | 10   | シンシナティ       | リバーフロント・スタジアム                             |
| 1989-90   | デンバー・ブロンコス (4)                | 37   | クリーブランド・ブラウンズ         | 21   | デンバー           | マイル・ハイ・スタジアム                               |
| 1990-91   | バッファロー・ビルズ (1)                | 51   | ロサンゼルス・レイダース           | 3    | オーチャードパーク | リッチ・スタジアム                                     |
| 1991-92   | バッファロー・ビルズ (2)                | 10   | デンバー・ブロンコス               | 7    | オーチャードパーク | リッチ・スタジアム                                     |
| 1992-93   | バッファロー・ビルズ (3)                | 29   | マイアミ・ドルフィンズ             | 10   | マイアミ           | ジョー・ロビー・スタジアム                             |
| 1993-94   | バッファロー・ビルズ (4)                | 30   | カンザスシティ・チーフス           | 13   | オーチャードパーク | リッチ・スタジアム                                     |
| 1994-95   | サンディエゴ・チャージャーズ (1)        | 17   | ピッツバーグ・スティーラーズ       | 13   | ピッツバーグ       | スリー・リバース・スタジアム                           |
| 1995-96   | ピッツバーグ・スティーラーズ (5)        | 20   | インディアナポリス・コルツ         | 16   | ピッツバーグ       | スリー・リバース・スタジアム                           |
| 1996-97   | ニューイングランド・ペイトリオッツ (2)  | 20   | ジャクソンビル・ジャガーズ         | 6    | フォックスボロ     | フォックスボロ・スタジアム                             |
| 1997-98   | デンバー・ブロンコス (5)                | 24   | ピッツバーグ・スティーラーズ       | 21   | ピッツバーグ       | スリー・リバース・スタジアム                           |
| 1998-99   | デンバー・ブロンコス (6)                | 23   | ニューヨーク・ジェッツ             | 10   | デンバー           | マイル・ハイ・スタジアム                               |
| 1999-00   | テネシー・タイタンズ (1)                | 33   | ジャクソンビル・ジャガーズ         | 14   | ジャクソンビル     | オールテル・スタジアム                                 |
| 2000-01   | ボルチモア・レイブンズ (1)              | 16   | オークランド・レイダース           | 3    | オークランド       | ネットワーク・アソシエイツ・コロシアム                 |
| 2001-02   | ニューイングランド・ペイトリオッツ (3)  | 24   | ピッツバーグ・スティーラーズ       | 17   | ピッツバーグ       | ハインツ・フィールド                                   |
| 2002-03   | オークランド・レイダース (4)            | 41   | テネシー・タイタンズ               | 24   | オークランド       | ネットワーク・アソシエイツ・コロシアム                 |
| 2003-04   | ニューイングランド・ペイトリオッツ (4)  | 24   | インディアナポリス・コルツ         | 14   | フォックスボロ     | ジレット・スタジアム                                   |
| 2004-05   | ニューイングランド・ペイトリオッツ (5)  | 41   | ピッツバーグ・スティーラーズ       | 27   | ピッツバーグ       | ハインツ・フィールド                                   |
| 2005-06   | ピッツバーグ・スティーラーズ (6)        | 34   | デンバー・ブロンコス               | 17   | デンバー           | インベスコ・フィールド                                 |
| 2006-07   | インディアナポリス・コルツ (2)          | 38   | ニューイングランド・ペイトリオッツ | 34   | インディアナポリス | RCAドーム                                              |
| 2007-08   | ニューイングランド・ペイトリオッツ (6)  | 21   | サンディエゴ・チャージャーズ       | 12   | フォックスボロ     | ジレット・スタジアム                                   |
| 2008-09   | ピッツバーグ・スティーラーズ (7)        | 23   | ボルチモア・レイブンズ             | 14   | ピッツバーグ       | ハインツ・フィールド                                   |
| 2009-10   | インディアナポリス・コルツ (3)          | 30   | ニューヨーク・ジェッツ             | 17   | インディアナポリス | RCAドーム                                              |
| 2010-11   | ピッツバーグ・スティーラーズ (8)        | 24   | ニューヨーク・ジェッツ             | 19   | ピッツバーグ       | ハインツ・フィールド                                   |
| 2011-12   | ニューイングランド・ペイトリオッツ (7)  | 23   | ボルチモア・レイブンズ             | 20   | フォックスボロ     | ジレット・スタジアム                                   |
| 2012-13   | ボルチモア・レイブンズ (2)              | 28   | ニューイングランド・ペイトリオッツ | 13   | フォックスボロ     | ジレット・スタジアム                                   |
| 2013-14   | デンバー・ブロンコス (7)                | 26   | ニューイングランド・ペイトリオッツ | 16   | デンバー           | スポーツオーソリティ・フィールド・アット・マイル・ハイ |
| 2014-15   | ニューイングランド・ペイトリオッツ (8)  | 45   | インディアナポリス・コルツ         | 7    | フォックスボロ     | ジレット・スタジアム                                   |
| 2015-16   | デンバー・ブロンコス(8)                 | 20   | ニューイングランド・ペイトリオッツ | 18   | デンバー           | スポーツオーソリティ・フィールド・アット・マイル・ハイ |
| 2016-17   | ニューイングランド・ペイトリオッツ (9)  | 36   | ピッツバーグ・スティーラーズ       | 17   | フォックスボロ     | ジレット・スタジアム                                   |
| 2017-18   | ニューイングランド・ペイトリオッツ (10) | 24   | ジャクソンビル・ジャガーズ         | 20   | フォックスボロ     | ジレット・スタジアム                                   |
| 2018-19   | ニューイングランド・ペイトリオッツ (11) | 37   | カンザスシティ・チーフス           | 31   | カンザスシティ     | アローヘッド・スタジアム                               |
| 2019-20   | カンザスシティ・チーフス (1)            | 35   | テネシー・タイタンズ               | 24   | カンザスシティ     | アローヘッド・スタジアム                               |
| 2020-21   | カンザスシティ・チーフス (2)            | 38   | バッファロー・ビルズ               | 24   | カンザスシティ     | アローヘッド・スタジアム                               |
| 2021-22   | シンシナティ・ベンガルズ (3)            | 27   | カンザスシティ・チーフス           | 24   | カンザスシティ     | アローヘッド・スタジアム                               |
| 2022-2023 | カンザスシティ・チーフス (3)            | 23   | シンシナティ・ベンガルズ           | 20   | カンザスシティ     | アローヘッド・スタジアム                               |
| 2023-2024 | カンザスシティ・チーフス (4)            | 17   | ボルチモア・レイブンズ             | 10   | ボルチモア         | M&Tバンク・スタジアム                                  |
| 2024-2025 | カンザスシティ・チーフス (5)            | 32   | バッファロー・ビルズ               | 29   | カンザスシティ     | アローヘッド・スタジアム                               |

## チームごとの成績
| 出場回数 | チーム                                        | 勝 | 敗 | 勝率 | 総得点 | 総失点 | 最近の出場 | 最近の優勝 |
| -------- | --------------------------------------------- | -- | -- | ---- | ------ | ------ | ---------- | ---------- |
| 16       | ピッツバーグ・スティーラーズ                  | 8  | 8  | .500 | 332    | 303    | 2016       | 2010       |
| 15       | ニューイングランド・ペイトリオッツ            | 11 | 4  | .733 | 371    | 280    | 2018       | 2018       |
| 11       | ロサンゼルス/オークランド・レイダース         | 4  | 7  | .364 | 202    | 253    | 2002       | 2002       |
| 10       | デンバー・ブロンコス                          | 8  | 2  | .800 | 235    | 200    | 2015       | 2015       |
| 8        | カンザスシティ・チーフス                      | 5  | 3  | .625 | 213    | 181    | 2024       | 2024       |
| 7        | マイアミ・ドルフィンズ                        | 5  | 2  | .714 | 152    | 115    | 1992       | 1984       |
| 7        | バッファロー・ビルズ                          | 4  | 3  | .571 | 183    | 114    | 2024       | 1993       |
| 7        | ボルチモア/インディアナポリス・コルツ         | 3  | 4  | .429 | 132    | 178    | 2014       | 2009       |
| 5        | ヒューストン・オイラーズ/テネシー・タイタンズ | 1  | 4  | .200 | 99     | 151    | 2019       | 1999       |
| 4        | ボルチモア・レイブンズ                        | 2  | 3  | .400 | 88     | 79     | 2023       | 2012       |
| 4        | サンディエゴ・チャージャーズ                  | 1  | 3  | .250 | 63     | 95     | 2007       | 1994       |
| 4        | ニューヨーク・ジェッツ                        | 0  | 4  | .000 | 46     | 91     | 2010       | 未経験     |
| 4        | シンシナティ・ベンガルズ                      | 3  | 1  | .750 | 95     | 64     | 2022       | 2021       |
| 3        | クリーブランド・ブラウンズ                    | 0  | 3  | .000 | 74     | 98     | 1989       | 未経験     |
| 2        | ジャクソンビル・ジャガーズ                    | 0  | 3  | .000 | 40     | 77     | 2017       | 未経験     |
| 1        | シアトル・シーホークス                        | 0  | 1  | .000 | 14     | 30     | 1983       | 経験なし   |
| 0        | ヒューストン・テキサンズ                      | 0  | 0  | ---  | ---    | ---    | 未出場     | 未経験     |